# Tiroler Bergschaf

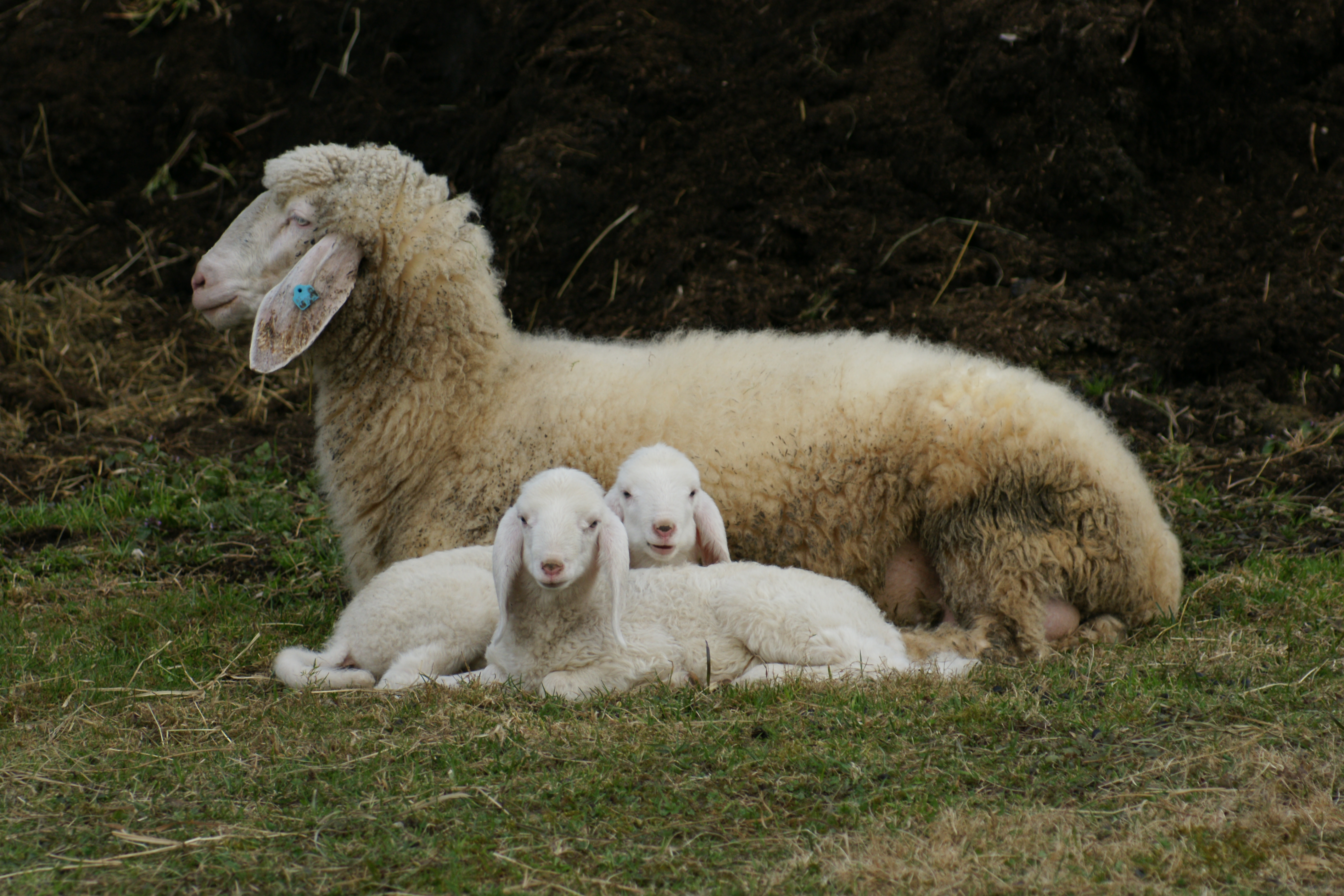
Cừu cái tại Tyrol, nước Áo

Tiroler Bergschaf hoặc Pecora Alpina Tirolese là một giống cừu nội địa từ vùng núi Tyrol của nước Áo và nước Ý.:288 Tên của giống cừu này có nghĩa là "cừu núi vùng Tyrol". Giống cừu Tiroler Bergschaf được nuôi dưỡng trên khắp nước Áo và ở tỉnh tự trị Bolzano ở nước Ý.:288 Giống cừu Tiroler Bergschaf là kết quả từ việc lai tạo giống giữa cừu Tiroler Steinschaf của Tyrol với giống cừu Bergamasca của Ý từ khu vực Bergamo.:78 Điều này được báo cáo là đã diễn ra trong nửa đầu của thế kỷ XIX và sau Thế Chiến thứ Hai.:288
Cừu Tiroler Bergschaf được coi là lớn đến trung bình. Chúng có màu trắng tinh khiết và không có sắc tố. Đặc trưng của giống này là đôi tai dài, rộng, đầu có sừng. Đối với chăn nuôi là đặc điểm quan trọng nhất, cừu Tiroler Bergschaf rất dễ sinh sản và có thể sinh con hai lần một năm. Trung bình, một con cừu Tiroler Bergschaf có 1,8 đến 2,5 con cừu mỗi năm.
Giống cừu Tiroler Bergschaf là một trong bốn mươi hai giống cừu địa phương độc quyền phân bố hạn chế mà một cuốn sách gia phả được xây dựng và lưu giữ bởi Associazione Nazionale della Pastorizia, hiệp hội chăn nuôi cừu quốc gia Ý.:78 Vào năm 2013 không có cá thể giống này được ghi nhận trong cuốn sách này. Năm 2008, con số cá thể giống này tại nước Ý là 12888 đã được báo cáo cho DAD-IS.
Sách gia phả của giống cừu Tiroler Bergschaf tại nước Áo được bắt đầu ghi nhận vào năm 1938; tổng số cá thể giống này được báo cáo trên toàn nước Áo vào năm 2012 là 12901 đến 19000.